# Leapmotor C16
La Leapmotor C16 (cinese: 零跑C16) è un'autovettura elettrica prodotta dalla casa automobilistica cinese Leapmotor dal 2024.

## Descrizione
Nell'aprile 2024 durante il salone di Pechino ha avuto luogo la presentazione della C16, che nasce come variante a passo lungo della più piccola Leapmotor C10 presentata l'anno precedente, condividendone in parte le caratteristiche e lo stile della parte anteriore del frontale, ma possedendo una carrozzeria più lunga e una parte posteriore più geometrica.
L'abitacolo presenta un sistema multimediale touchscreen da 14,6 pollici al centro del cruscotto più un altro display davanti al conducente, mentre per i passeggeri dei sedili posteriori è disponibile uno schermo pieghevole da 15,6 pollici integrato con un sistema audio avente 21 altoparlanti. L'abitacolo consente di trasportare fino a 6 passeggeri con una disposizione dei posti a sedere 2+2+2.
La C16 nasce come modello d'esportazione rivolto ai mercati di tutto il mondo, con le vendite che sono iniziate sul mercato interno cinese subito dopo la première di Pechino a fine aprile 2024.
Come altri modelli della gamma Leapmotor, la C16 è stata progettata per adottare due tipi di alimentazione: elettrica e ibrida. La prima prevede un motore elettrico da 288 CV che consente una velocità massima fino a 160 km/h ed è abbinato a una batteria da 67 kWh che offre fino a 520 chilometri di autonomia secondo il ciclo di omologazione cinese CLTC; la variante ibrida è alimentata da un motore a benzina da 1,5 litri con una potenza di 94 CV e da un'unità elettrica con una potenza di 228 CV, offrendo fino a 230 chilometri di autonomia in modalità completamente elettrica.